# Le Clat
Le Clat település Franciaországban, Aude megyében. Lakosainak száma 28 fő (2022. január 1.). Le Clat Artigues, Bessède-de-Sault, Cailla, Marsa és Roquefort-de-Sault községekkel határos.

## Népesség
A település népessége az elmúlt években az alábbi módon változott:
| Lakosok száma | 66   | 46   | 43   | 37   | 33   | 32   | 31   | 28   | 28   | 28   |
|               | 1968 | 1982 | 1990 | 2006 | 2013 | 2015 | 2017 | 2019 | 2020 | 2022 |